# Betty Boop (serie)
Betty Boop es el nombre de una serie de animación estadounidense producida por los Fleischer Studios y distribuida por Paramount Pictures entre 1932 y 1939. Sucedió a la serie Talkartoons y el personaje principal en la mayoría de sus 88 episodios es Betty Boop, aunque en algunos de ellos cede el protagonismo a su mascota, el perrito Pudgy, o a su amigo, el inventor Grampy.

## Historia
A finales de 1929 los estudios Fleischer inician una serie de cortos, Talkartoons, así llamados para remarcar su sonoridad. Un personaje recurrente en algunos episodios de esta serie es un perro antropomorfo llamado Bimbo que en cada episodio se encuentra en una situación distinta y sin continuidad entre uno y otro. 
En Dizzy Dishes (1930) trabaja de camarero y cocinero en un local donde vemos actuar a una perrita anónima cantando. Es esta la primera aparición en la pantalla de Betty Boop. Aún no tenía nombre ni su aspecto era atractivo, pero este personaje creado por Grim Natwick basándose en unas fotografías de la actriz Helen Kane acabaría siendo llamada la reina de la pantalla animada.
Al principio, aparece esporádicamente, hasta que su presencia en los cortos de la serie deviene habitual debido a su gran popularidad. En julio de 1932 aparece junto con Bimbo y Koko el payaso en el último Talkartoon, con un título bastante expresivo: The Betty Boop Limited. La serie es sustituida por otra llamada Betty Boop, en cuyo primer corto, Stopping the Show, aparece Betty actuando en un teatro con un éxito grandioso, tal y como tenía la estrella en la realidad.

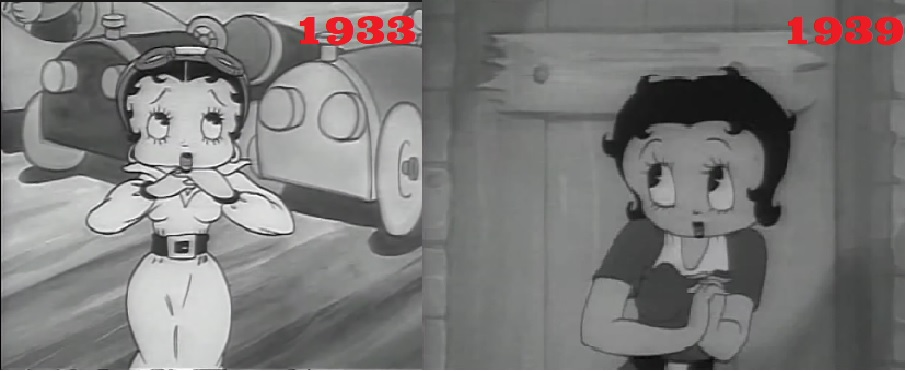
Betty Boop en 1933 y 1939.

En los primeros episodios le acompañaron Bimbo y Koko, y los cortos seguían teniendo gran aceptación entre el público adulto, con acompañamientos musicales de jazz y orquestales, y actuación de músicos famosos: Cab Calloway, Louis Armstrong... En julio de 1933, en el corto Popeye the Sailor, apareció por primera vez en la pantalla el famoso marinero de las tiras cómicas, quien enseguida tuvo su propia serie y con el tiempo llegaría a superar en éxitos a su anfitriona.
Pero en 1934, tras la entrada en vigor del código Hays, la serie sufrió cambios. En primer lugar, Bimbo desaparece de la serie, pues una relación sentimental entre un humano (Betty) y un animal (Bimbo) no era aceptada.  Además, Betty sufre una transformación de carácter y vestuario: su sexualidad se amansa. Ya no será más la chica flapper abierta y provocativa, ni aparecerá más cantando en locales ni clubs. A partir de ahora tendrá más roles domésticos (haciendo tartas, limpiando en casa...) o como enfermera, maestra, etc. En cuanto a su vestimenta, su escote se hace más discreto y su falda se alarga, aunque se le deja que conserve la liga en la pierna.
Para suplir la falta de Bimbo y Koko fueron creados otros personajes. En 1934, en el corto Betty Boop's Little Pal, aparece Pudgy por primera vez, un perrito que será su mascota en algunos cortos. Incluso en la mayoría de estos, pasa a ser el principal protagonista, quedando Betty relegada a un segundo plano. Y en 1935, en el corto Betty Boop and Grampy aparece por primera vez Grampy, un inventor que con su ingenio logrará ayudar a Betty en numerosas ocasiones. En algunos episodios aparecen familiares de Betty y también otros personajes conocidos de las tiras cómicas: the Little King, Henry, Little Jimmy.
Pero los episodios perdieron gran parte de su atractivo entre el público adulto. La serie fue decayendo en interés y expectación, y tras el corto Rhythm on the Reservation de julio de 1939 ya no apareció ninguno más.